# 創意思維
思维是人脑对客观事物本质属性和内在联系的概括和间接反映。以新颖独特的思维活动揭示客观事物本质及内在联系并指引人去获得对问题的新的解释，从而产生前所未有的思维成果称为创意思维，也称创造性思维。它给人带来新的具有社会意义的成果，是一个人智力水平高度发展的产物。
创意思维与创造性活动相关联,是多种思维活动的统一，但发散思维和灵感在其中起重要作用。创意思维一般经历准备期、酝酿期、豁朗期和验证期四个阶段。几种主要的创意思维模型：
- 斯滕伯格“创造力三维模型理论”，
- 若宾的基于“关系复杂性”的模型

## 思维
是人脑对客观事物本质属性和内在联系的概括和间接反映。

## 思维分类
按思维内容的抽象性可划分为具体形象思维和抽象逻辑思维；按思维内容的智力性可划分为再现性思维与创造性思维；按思维过程的目标指向可划分为发散思维（即求异思维、逆向思维）和聚合思维（即集中思维、求同思维）；按思维过程意识的深浅可划分为显意识思维和潜意识思维等。

## 斯滕伯格“创造力三维模型理论”
第一维是指与创造力有关的智力维，第二维是指与创造力有关的方式，第三维是指与创造力有关的人格特质。其中的第一维所涉及的智力又分“内部关联型智力”、 “经验关联型智力”和“外部关联型智力”等三种。 
内部关联型智力是指与个体内部心理过程相联系的智力，它由三种成分组成： 
元成分——在创造性地解决问题的过程中，起计划、监控和评价作用。具有问题发现和辨认、问题界定、形成问题解决策略、选择问题解决的心理表征与组织形式、监控、反馈与评价问题解决的过程等功能； 
执行成分——执行由元成分所设定的问题解决过程，包括编码、推论、图示、应用、比较、判断、反应等步骤； 
获得成分——这是创造性思维中顿悟能力的主要组成部分，它又包含选择性编码、选择性结合、和选择性匹配等三个要素。 
经验关联型智力是指与已有知识经验相联系的智力。 
外部关联型智力是指与外部环境相联系的智力（包括适应、改造和选择环境的能力）。

## 若宾的基于“关系复杂性”的模型
高级思维模型建立在若宾提出的“关系复杂性”的理论框架基础上。“关系复杂性”是由关系中独立变化维数的数目n来决定，因而根据n的大小值即可给出不同关系的复杂性水平：
- 水平1——一维函数关系，描述事物具有某种属性（若宾称之为“归因图式”）
- 水平2——二维函数关系，描述两种事物之间的二元关系（若宾称之为“关系图式”）
- 水平3——三维函数关系，描述三种事物之间的三元关系（若宾称之为“系统图式”）
- 水平4——n维函数关系（n>3），描述n种事物之间的n元关系（若宾称之为“多系统图式”）。